# Katharina Herkendell
Katharina Herkendell (* 1987) ist eine deutsche Bioingenieurin und Professorin für Energieverfahrenstechnik und Umwandlungstechniken regenerativer Energien an der Technischen Universität Berlin.

## Leben und Wirken
Katharina Herkendell studierte Bioingenieurwesen am Karlsruher Institut für Technologie (KIT), dort machte sie 2014 ihren Abschluss. Ihre Forschungstätigkeit führte sie ins In- und Ausland, z. B. an die University of Arkansas, an das Indian Institute of Technology Kanpur (IITK) und die Hebräische Universität Jerusalem. Sie absolvierte außerdem ein Forschungspraktikum bei BASF in Tarrytown, New York. Herkendell promovierte am Fachbereich Maschinenbau und Verfahrenstechnik (Nanotechnology Group) der Eidgenössischen Technischen Hochschule Zürich (ETH).
2020 übernahm sie eine Professur für Dezentrale Energieverfahrenstechnik an der FAU am Lehrstuhl Energieverfahrenstechnik. Ihre Forschung beschäftigt sich mit thermischen, biologischen und elektrochemischen Prozessen der Energieumwandlung.
Von 2021 bis 2024 war sie Sonderbeauftragte gegen Antisemitismus an der FAU und hat die Ringvorlesung „Antisemitismus – Hintergründe, Herausforderungen, Handlungsperspektiven“ mit organisiert.
Sie folgte zum 24. Juni 2024 dem Ruf auf eine W3-Professur für Energieverfahrenstechnik und Umwandlungstechniken regenerativer Energien der TU Berlin.

## Veröffentlichungen (Auswahl)
- Status Update on Bioelectrochemical Systems: Prospects for Carbon Electrode Design and Scale-Up. Catalysts, 2021.
- K. Herkendell, A. Stemmer, and R. Tel-Vered: Magnetically induced enzymatic cascades – advancing towards multi-fuel direct/mediated bioelectrocatalysis. Hrsg.: Dirk Guldi, Yue Zhang. Nr. 1. Nanoscale Adv., 2019, S. 1686–1692, doi:10.1039/C8NA00346G.
- K. Herkendell, A. Stemmer, and R. Tel-Vered: Extending the operational lifetimes of all-direct electron transfer enzymatic biofuel cells by magnetically assembling and exchanging the active biocatalyst layers on stationary electrodes. In: Nano Research. Volume, Nr. 12, 2019, S. 767–775.
- K. Herkendell, R. Tel-Vered, and A. Stemmer: Switchable aerobic/anaerobic multi-substrate biofuel cell operating on anodic and cathodic enzymatic cascade assemblies. In: Nanoscale. Band 9, 2017, S. 14118–14126.
- A. Trifonov, K. Herkendell, R. Tel-Vered, O. Yehezkeli, M. Woerner, and I. Willner: Enzyme-Capped Relay-Functionalized Mesoporous Carbon Nanoparticles: Effective Bioelectrocatalytic Matrices for Sensing and Biofuel Cell Applications. In: ACS Nano. Band 7, Nr. 12, 24. November 2013, S. 11358–11368, doi:10.1021/nn405218x.